# エイブラハム・リンカーンの前半生

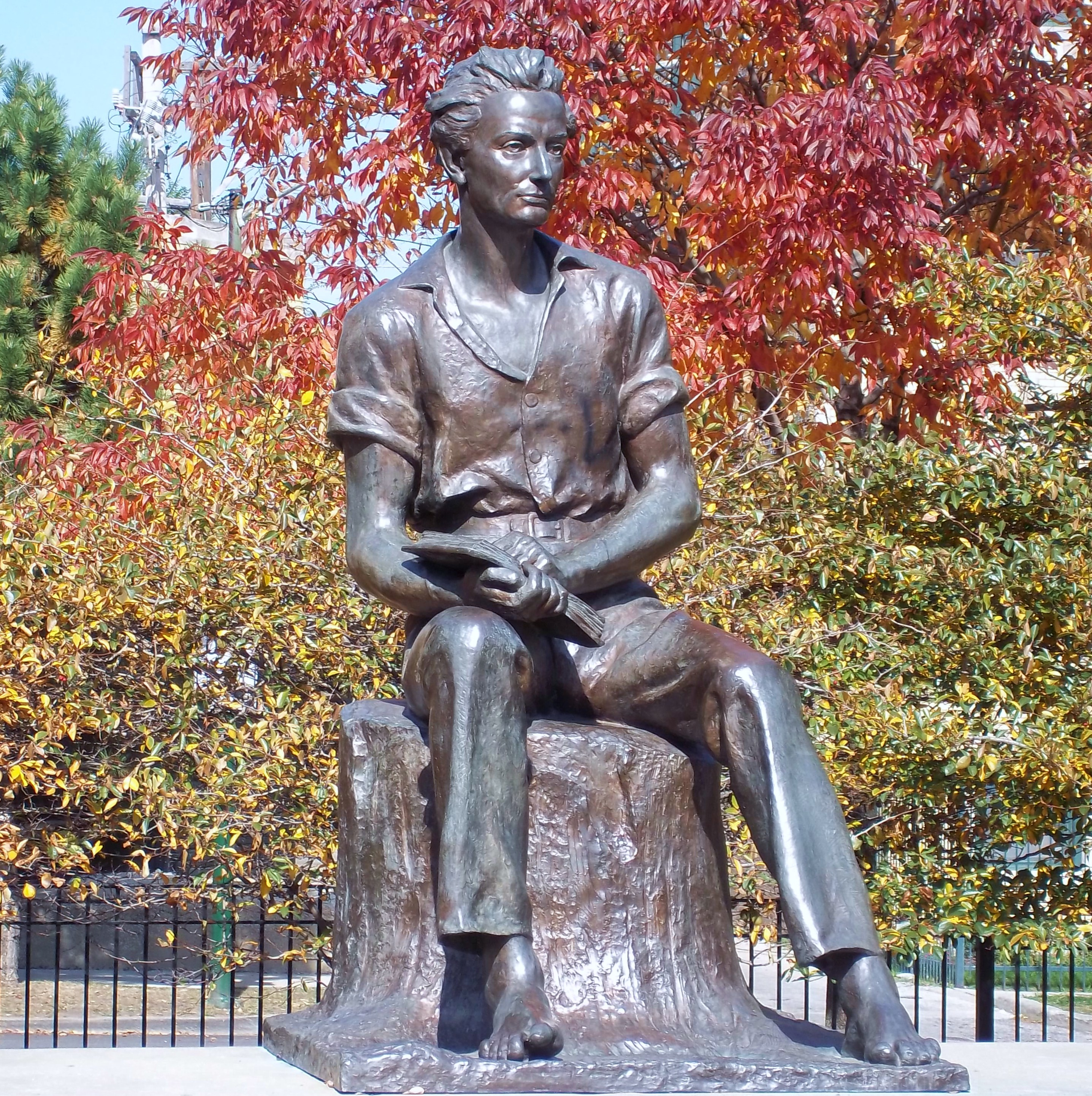
青年時代のリーンカーン像、シカゴ市センパーク

本稿では、エイブラハム・リンカーンの前半生について、その生を受けてから40歳くらいまでを詳述する。リンカーンは、1809年2月12日に、ケンタッキー州ラルー郡の現在はホジェンビルと呼ばれる町の1室しかない丸太小屋で生まれた。エイブラハムという名前は開墾をしていた1786年にインディアンに襲われ、撃たれて死んだ祖父の名前を貰ったものだった。
リンカーンは少年時代、ケンタッキー州に住んでおり、後に父親が土地に関する紛争でインディアナ州に移転することになった。フロンティアでは常のこととして、リンカーンは正式の教育をほとんど受けなかった。青年時代には家族に付いてイリノイ州に移転し、船乗り、店員、測量士、民兵などを務め、最後には弁護士になった。イリノイ州議会議員に選ばれ、その後アメリカ合衆国下院議員も務めた。1842年、メアリー・トッドと結婚し、4人の息子をもうけた。

## 少年時代(1809年-1831年)

### 家族
1858年、リンカーンは次のように記していた。分かっている先祖は1638年にイングランドのノリッジからマサチューセッツ州ヒンガム（あるいはハンギム）に移民してきたサミュエル・リンカーン（1622年 – 1690年）からである。リンカーンの祖父エイブラハム・リンカーンはペンシルベニア州で生まれ、1766年頃にその父と共にバージニア州シェナンドー・バレーに移転した。オーガスタ郡（現在のロッキンガム郡）のリンビル・クリーク近くに入植し、1773年には父から土地を購入した。祖父は家族を連れて西のケンタッキー州に移転し、1786年、42歳の時に畑を切り開いている最中にインディアンに襲われ殺された。その息子でリンカーンの父となるトーマスはその様子を目撃しており、兄弟のモーディカイがインディアンを撃たなかったら、トーマス自身も犠牲者になるところだった。
リンカーンの母方の祖父についてはほとんど分かっていない。リンカーン自身が「バージニア州の農園主あるいは大規模な農家」であり、その利点を生かして若い女性ルーシー・ハンクスと結婚したと書いていた。この出会いによりリンカーンの母であるナンシー・ハンクスが生まれた。リンカーンは「その分析力、論理構成、精神活動、大望およびハンクス家の面々や子孫などとは異なるあらゆる特性」を継承したのはこの貴族的な祖父からだと感じていた。
リンカーンが有名になると、記者や作家はその出生時の貧窮や曖昧さを誇大に書き立てることが多かった。しかし、リンカーンの父トーマスはケンタッキー州の田舎で尊敬され比較的裕福な市民だった。1808年12月にはシンキングスプリング農園を200ドルの現金と幾らかの借金で購入していた。
歴史家のウィリアム・E・バートンに拠れば、リンカーンの生物学上の父はエイブラハム・エンローであるという「南部の幾つかの地域で様々に流された」噂があるということである。この噂はエンローが死んだ1861年に始まっていた。バートンはこの噂が「初めから終わりまで嘘」であると片付けている。エンローは表向きリンカーンとの結びつきを否定したが、私的にはそれを認めたと報じられている。
リンカーンの両親は、奴隷制を拒んだが故に大きな教会組織から離れたバプテスト教会の信者だった。リンカーンは幼い頃から反奴隷制という考え方に馴染んでいた。しかし、両親の教会や他の教会の信者となることはなく、若者として信仰をばかにしていた。
父のトーマスが土地を購入してから3年後、父よりも前にハーディン郡巡回裁判所に登記されていた権利証が顕れてリンカーン家は移転を余儀なくされた。トーマスは1815年に敗訴するまで訴訟を続けた。法定費用のために一家の家計は困難な状況になった。1811年、数マイル離れたノブ・クリーク沿いで230エーカー (0.9 km²) の農場から30エーカー (0.1 km²) の土地を借りることができ、そこに転居した。その土地はローリングフォーク川の流域にあり、その地域でも最良の農地に入っていた。当時リンカーンの父は地域社会で尊敬される成功した農夫であり大工だった。リンカーンの最も初期の記憶はこの農場時代から始まっている。1815年、土地に関する別の権利主張者が現れ、一家はノブ・クリークの農園からも追い出されることになった。トーマスはケンタッキー州の裁判所による訴訟沙汰や安全性の無いことに不満を募らされ、インディアナ州に移転する決断を下した。インディアナ州は連邦政府が測量を行っており、土地の権利はしっかりしたものになっていた。リンカーンが測量術を覚え、その後に弁護士になったのもこれらの事情が動機になった可能性がある。
1816年、リンカーンが7歳のとき、両親とエイブラハムおよび姉のサラはインディアナ州スペンサー郡に移転した。リンカーンの言に拠れば、「奴隷制という理由もあったが、ケンタッキー州では土地の権利確保が難しいというのが大きな理由だった」となっている。1818年、リンカーンの母がミルク病で死んだ。母は34歳、リンカーンは9歳だった。その後間もなくリンカーンの父はサラ・ブッシュ・ジョンストンと再婚した。サラはリンカーンを自分の子供であるかのように育てた。後年、サラはリンカーンを自分の息子と比較して、「どちらもいい子だが、どちらも死んだ今となって、エイブ（リンカーン）は私が見た、あるいは見ることを期待できた中で最良の少年だった」と語っていた。
リンカーンの姉サラは1828年1月20日、21歳の時に死産がもとで死んだ。
1828年春、リンカーンは平底船でニューオーリンズまで旅した。地元の店を所有するジェイムズ・ジェントリーのために商品を売ることを目的としてロックポートを出発した。

### 教育

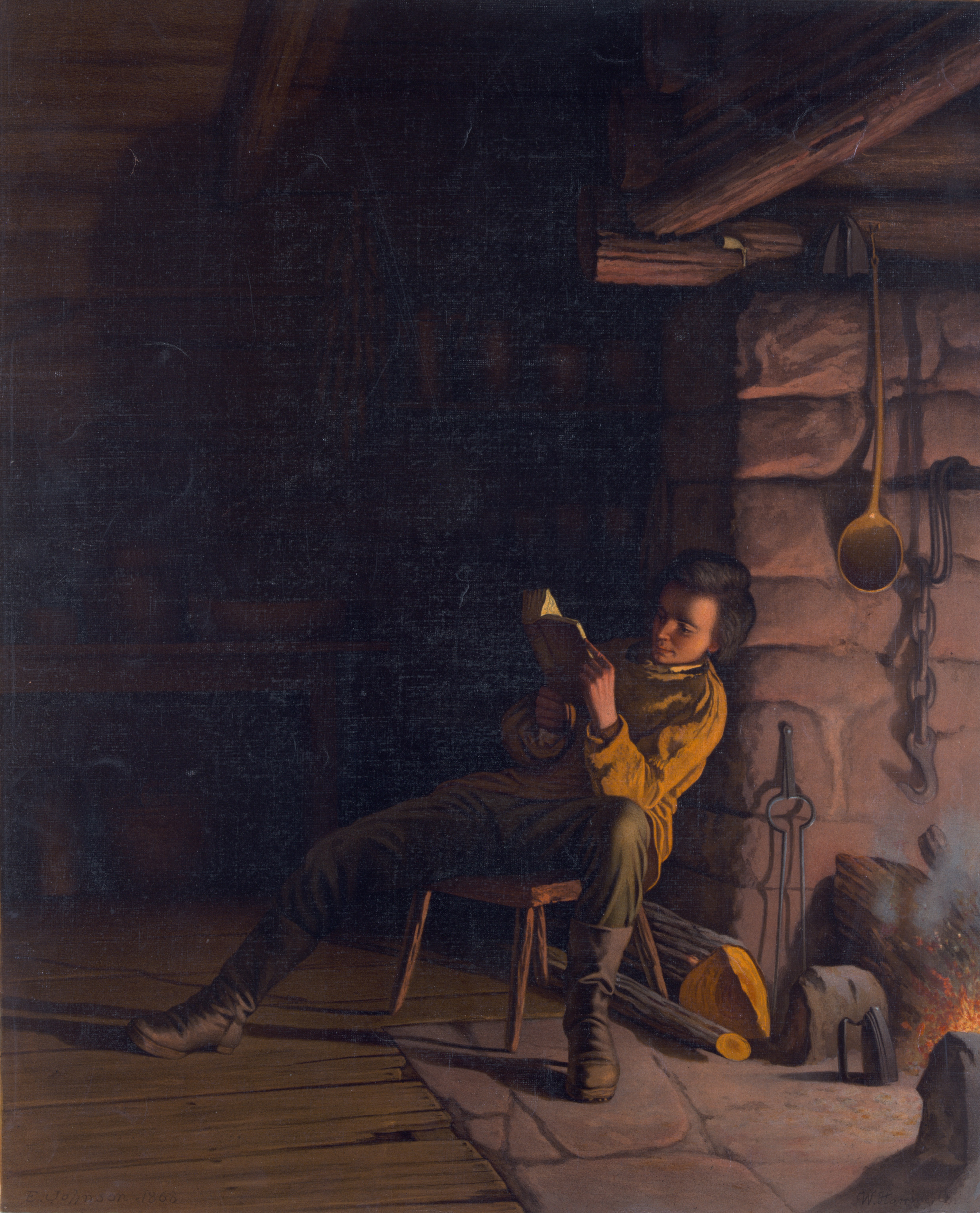
暖炉の灯りで本を読む少年リンカーン

リンカーンが学校に入る前、従兄弟のデニス・ハンクスが「綴り方、読み書きの最初の授業」を行ったとされている。「私はエイブに、私がライフルで撃ち落としたノスリの羽根で作ったペンを持たせ、エイブの指を私の手で動かすことで如何に書くかという概念を教えた。」リンカーンはそれらの技能を緩りと覚えた。
正式な教育はおそらく巡回教師からの18か月間の授業だった。実質的には独学であり、借りることのできた全ての本から学んだ。イソップ童話、聖書、シェイクスピアの作品、詩、英国史およびアメリカ史に習熟し、気取った弁士に慣れていた聴衆を悩ますような平明な話し方を発展させた。食料のためといえども動物を殺すことを好まなかったので猟や釣りを避けた。身長が6フィート3.75インチ (192 cm) と異常に高く、力が強かったが、多くの時間を読書に費やしたので、近所の者の中には骨の折れる手仕事を避けるためにそうしているに違いないと考える者もいた。斧の使い方には習熟していたので、「レール・スプリッター」と呼んだり、うまいレスラーと呼んだりした。
ヘンリー・マクヘンリーは「彼は多くの本を読み、学問好きで、ほとんど肉体的な鍛錬はせず、学問に多くの時間を使ったので、ひどく痩せるようになり、その親友は彼が狂ってしまうのではないかと怖れた」と回想している。

### イリノイ州への移転
1830年、インディアナ州における経済的困難さと土地の権利について問題が生じた後、リンカーン一家は父が選んだイリノイ州ディケーターの西10マイル (16 km) にあるメイコン郡の公有地に入植した。リンカーンは父が丸太小屋を建て、10エーカー (40,000 m²) の土地を開墾し、柵を作り、トウモロコシを植えるのを手伝った。その年の秋、一家はマラリア熱を患ったが、全員が生き残った。1831年冬の初めは特に厳しい寒さであり、地元の多くの者はかって経験したことのない最悪のものだと言っていた（イリノイ州の伝説では「大雪の冬と呼ばれている）。春になって一家がコールズ郡の別の土地に移る準備をしているとき、リンカーンは独り立ちする準備ができていた。

### ニューオーリンズへの旅
リンカーンはジョン・ジョンストンやジョン・ハンクスと共に、スプリングフィールドで落ち合い、荷物をニューオーリンズまで運ぶというデントン・オファットからの仕事を引き受けた。1831年4月下旬あるいは3月初旬にスプリングフィールドからサンガモン川で出発したその船はスプリングフィールドの北西20マイル (32 km) のニューセイラムの集落にあった製材所用ダムを越えるのが難しかった。オファットはニューセイラムのある場所は蒸気船がサンガモン川を上がって来られると考えてこの場所が気に入り、製材所を借り、雑貨屋を開く手配をした。リンカーンは店員として雇われ、荷物をニューオーリンズまで運んだ後はニューセイラムに戻ることにした。リンカーン達はルイジアナ州に到着したときに、船荷を奪おうとする奴隷達に襲われた。
ニューオーリンズに滞在している間に、リンカーンは奴隷売買を目撃し、その後半生で消すことのできない印象を残した。かなりの数の奴隷がいたこの国に住んで、この時実際に奴隷売買を目撃したにしろしなかったにしろ、おそらく似たような非道行為を何度も目にした可能性がある。何れにしてもニューオーリンズを初めて訪れたときに見た大規模な奴隷市場は若いリンカーンにとっては新しい体験だった。奴隷の輸入は1808年にアメリカ合衆国議会が違法とし、トーマス・ジェファーソン大統領が署名して立法されていたが、アメリカ合衆国国内では奴隷の売買が盛んだった。

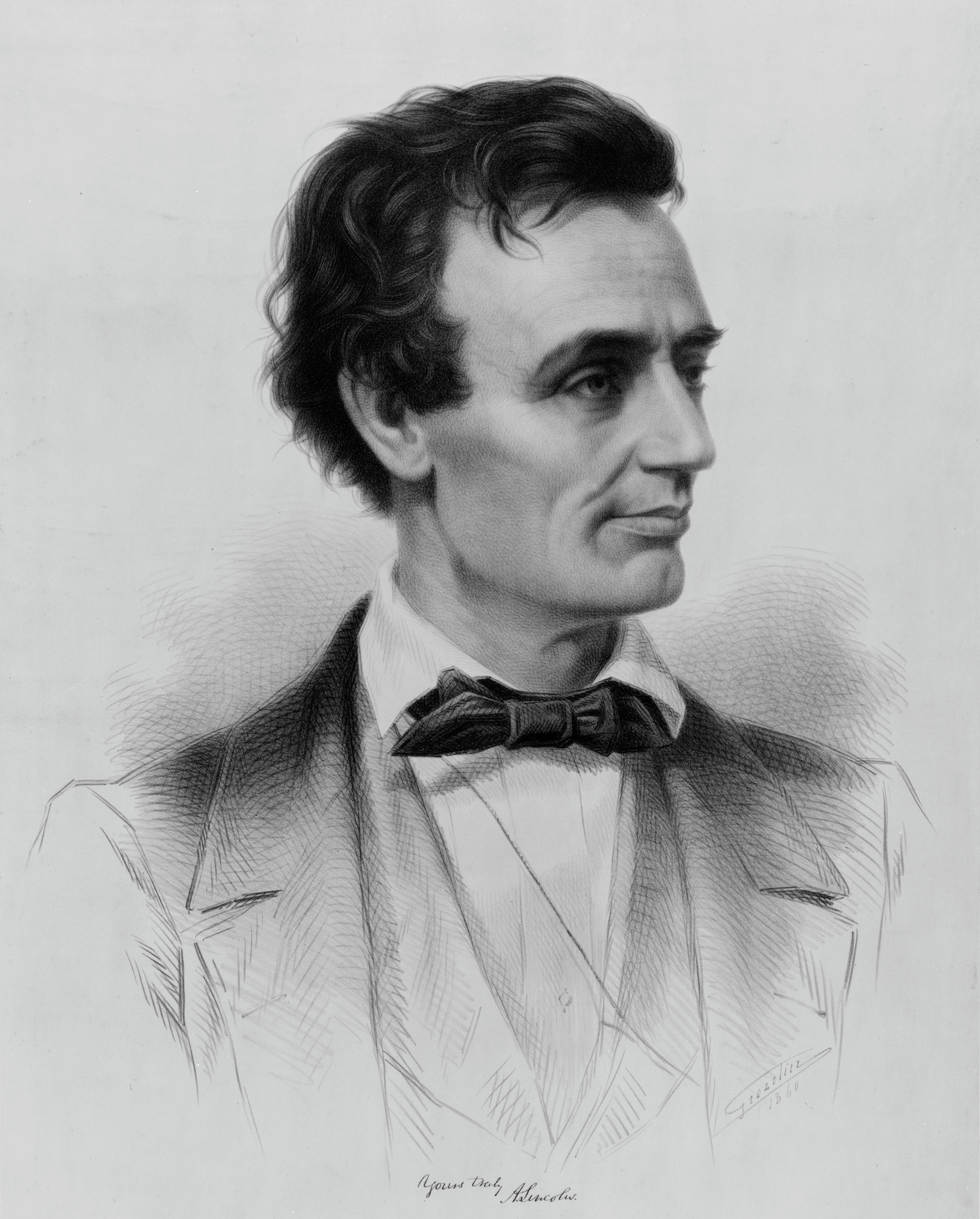
青年時代のリンカーンのスケッチ

### 回想
リンカーンは後年その出自について話すことは非常に希であり、自身を自力で叩き上げた者と見なし、その母や姉の死に向き合うことが難しかった可能性がある。1859年に選挙運動のために自伝を書くことを求められ、トマス・グレイの『田舎の教会墓地で詠んだエレジー』から「短く単純な貧窮の過去」を引用していた。母のナンシー・ハンクス・リンカーンや姉のサラについてはほとんど知られていない。リンカーンの法律事務所で共同経営者であり伝記作者となったウィリアム・ハーンドンが取材したリンカーンの隣人は、その母と姉はどちらも知的だったことに同意したが、その外見については正反対の表現をしていた。リンカーンはこの二人について多くを語らなかった（ハーンドンはサラについて適切な描写を求めるためにデニス・ハンクスの証言に頼らなければならなかった）。ただし、リンカーンの10代の頃を知っている者は彼がその姉の死によってひどく心を乱されたのを、またその後姉の嫁ぎ先のグリグスビー家との間に起こった確執に積極的に加わっていたことを回想していた。リンカーンの父との関係はぎくしゃくしたものだった。父のトーマスは息子の大望を全て受け入れてはおらず、リンカーンは父が当初苦しんでいたことを知ることはなかった。

## ニューセイラム（1831年-1837年）

### リンカーンの入植
1831年7月遅くにリンカーンが戻ったイリノイ州メナード郡ニューセイラムは将来性があったが、おそらく100人を優に超える人口になったことはなかった。この町は単純な辺境の開拓地というよりも、幾つかの集落に対する商業地であり、製材所、製粉所、鍛冶屋、酒屋、羊毛の店、帽子製造者、雑貨屋および宿屋が1ダース以上の建物の中に広がっていた。オファットが店を開いたのは9月になってからであり、それまでの間リンカーンは見つけられる仕事をこなしたので、町の人々からよく働く協調的な若者として直ぐに受け入れられた。
リンカーンが雑貨屋の店員を始めると、周辺の集落から物資を購入するために来るか、そのトウモロコシを挽きに来る開拓者や労働者を代表する荒々しい者達と出会うようになった。リンカーンがしばしば下ネタをおもしろく話したことやその身体的な頑健さは、付近の開拓村クレアリーズ・グローブのごろつき集団「クレアリーズ・グローブ・ボーイズ（Clary’s Grove boys）」など若く騒々しい集団ともうまく適合できた。クレアリーズ・グローブ・ボーイズの首領で土地のチャンピオンだったジャック・アームストロングとレスリングの試合を行ったときに、リンカーンの位置づけが確立された。リンカーンはこの試合に負けたが、彼らに一目置かれるようになった。
ニューセイラムでの最初の冬に、リンカーンはニューセイラム討論クラブの集会に出席した。ここで行ったこと、店や製材所、製粉所を切り盛りする効率の良さ、さらには彼自身の自立していく努力もあって、間もなく町の指導者であるジョン・アレン博士、メンター・グラハムおよびジェイムズ・ラトリッジなどから敬意を持って迎えられるようになった。彼らはリンカーンがこの成長する町に利益をもたらすことができると考えて政治の世界に入ることを勧め、1832年3月にリンカーンは、スプリングフィールドの印刷屋「サンガモン・ジャーナル」に持ち込んだ原稿で議員候補者になることを宣言した。リンカーンはヘンリー・クレイとそのアメリカ・システムを賞賛しており、国政の状況は変化の過程にあって、イリノイ州の課題が選挙の主要な政治的関心事項になっていた。リンカーンは鉄道の建設計画には反対し、サンガモン川の航行性を高めるという内国改良を支持した。民主党に対抗するホイッグ党という第二政党制の時代はまだ形成されていなかったが、リンカーンはその後の州議会でホイッグ党を引っ張っていく者の一人になっていった。

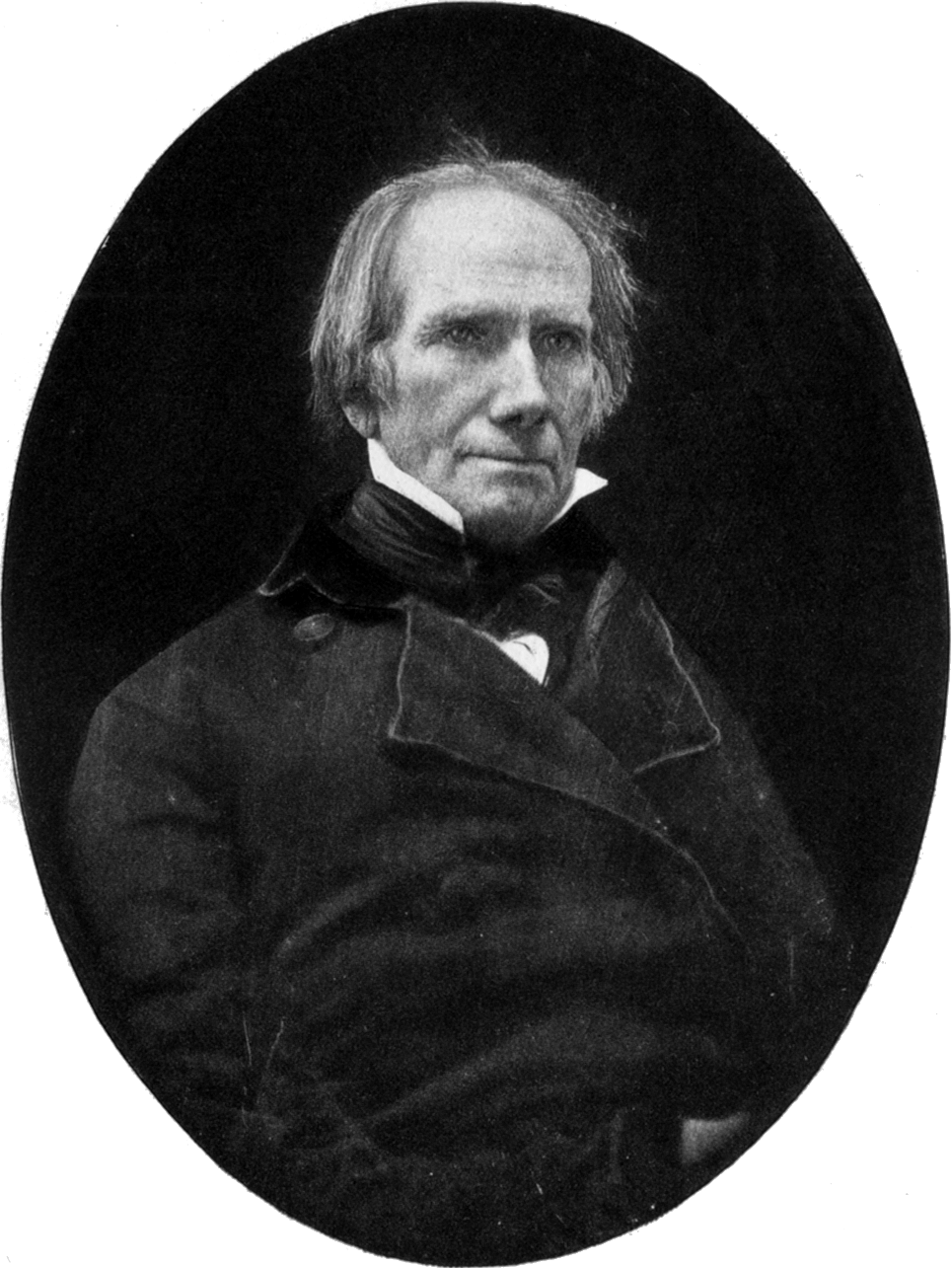
ヘンリー・クレイ -- クレイはリンカーンの生涯を通じて大きな政治的影響を与えた

1832年春までにオファットの事業は失敗し、リンカーンは失業した。これと同じ頃、ブラック・ホーク戦争が勃発した。ソーク族とフォックス族を指導していたブラック・ホークは450人の戦士集団と共に1,500人の女子供を率い、イリノイ州にある昔からの部族の土地に対する権利を主張していた。リンカーンはニューセイラムの志願兵部隊に参加し、クレアリーのグローブボーイズの推薦で部隊の大尉に選出された。この部隊が戦闘に参加することは無かったが、リンカーンは1850年代後半に、仲間達によって選ばれたことは「それまで得たよりも大きな喜びを与えてくれた成功」だったと述懐していた。リンカーンは数か月の民兵暮らしから戻り、サンガモン郡中で選挙運動を行い、8月6日の州議会選挙に備えた。投票結果では、リンカーンは13人の候補者中8位だったが（上位4人のみが当選）、ニューセイラムの選挙区では300票中277票を獲得することができていた。
職が無くなったリンカーンはブラック・ホーク戦争のときにリンカーンの中隊にいた民兵ウィリアム・F・ベリーと共にニューセイラムの町に3軒あった雑貨屋の1つを買収した。この事業の買収も、後に別の店の商品を獲得したことも、収支計算書に個人の署名を行うことでできた。1833年までにニューセイラムの町は成長する社会ではなくなっていた。サンガモン川は商業輸送には不適であることが分かり、道路も鉄道も無いことで他の市場にもアクセスできなかった。1833年1月、ベリーが酒類販売免許を取得したが、それによって増えた収入でも事業をやっていくには足りなかった。
リンカーンは再度失業し、ニューセイラムを去らなければならない状況になったが、1833年3月、リンカーンをニューセイラムに留めておくことに興味を持った友人の援助で、ニューセイラム郵便局長の職をアンドリュー・ジャクソン大統領から指名された。リンカーンはこの職を3年間務め、この任務から150ドルないし175ドルの収入を得たが、全時間を掛けて得られる収入というにはほど遠かった。リンカーンは別の友人の援助で、民主党の政治的指名者である郡測量士ジョン・カルフーンの助手に指名された。測量については何の経験も無かったが、借りてきた2つの著作の写しに頼り、測量の実際的技法や三角法の基礎を自習することができた。この仕事からえられる収入が日々の費えに合うようになったとき、共同経営者ウィリアム・F・ベリーからの請求書の返済期限が来ていた。

### 政治と法律
リンカーンが1834年に州議会議員へ2度目の出馬を行う決断をした背景には、彼の言う「国の負債」を支払う必要性と、議員としての給与からくる追加収入に強く影響されるものがあった。この時期までにリンカーンはホイッグ党員となっていたが、その選挙戦略は国家的問題に関する議論を避け、地区内を隈無く歩いて有権者一人一人に挨拶することに集中された。その地区のホイッグ党を指導するのは、リンカーンがブラック・ホーク戦争の時から知っていたスプリングフィールドの弁護士ジョン・トッド・スチュアートだった。地元の民主党員はリンカーンよりもスチュアートの方を怖れており、13人いた党候補者のうち2人を降ろし（1832年と同様に上位4人が当選）、リンカーンへの支持を表明し、スチュアートを破ることに集中できるようにした。スチュアートは自身の勝利を確信しており、リンカーンに民主党の後援を受け入れるよう助言した。この戦略が功を奏し、8月4日の選挙ではリンカーンが第2位の得票数となる1,376票を得て当選し、スチュアートも当選した。リンカーンはその後1836年、1838年、および1840年の4期に選ばれることになった。

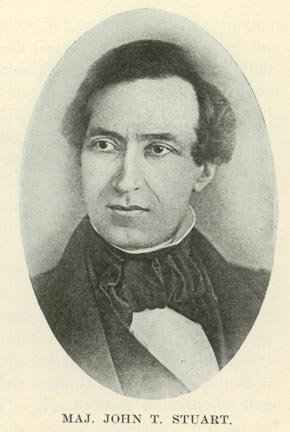
ジョン・T・スチュアート、ブラック・ホーク戦争の時の少佐

スチュアートはリンカーンの妻となるメアリー・トッドの従兄弟であり、リンカーンに感銘し、法律を勉強するよう奨励した。リンカーンはおそらく若いときから裁判所に親しんでいた。家族がケンタッキー州にいるときに、父がしばしば訴訟に巻き込まれ、陪審員を務め、また保安官の競売にも参加していたので、父の法的な問題に気づいていた可能性がある。家族がインディアナ州に移転すると、リンカーンは3つの異なる郡庁から15マイル (24 km) の範囲内に住み、うまい口頭弁論を聞く機会に魅せられていたリンカーンは、辺境の多くの人々と同様、傍聴者として法廷に出席していた。この習慣はイリノイ州ニューセイラムに移ってからも続いた。弁護士達がしばしば引用していたので、リンカーンはインディアナ州法典、アメリカ独立宣言、およびアメリカ合衆国憲法を読み研究するまでになっていた。1835年の前半、リンカーンはスチュアートの会社とトマス・ドラモンド判事から借りた法律書、ウィリアム・ブラックストンの『イギリス法注釈』の写しを度々使い、熱心に法律の勉強を始めた。間もなく『チッティの答弁書』、『グリーンリーフの証拠』やジョセフ・ストーリーの『衡平法理学』にも手を出すようになった。リンカーンは法律学校に通うことができなかったので、「私は誰にも付かずに学んだ」と語っていた。
1836年2月、リンカーンは測量の仕事を辞めた。同じく3月、サンガモン郡裁判所の事務官に応募して、自身を良き道徳的性格の者として登録したときに法廷弁護士への道を歩き始めた。実務弁護士の委員会による口頭試験に合格し、1836年9月9日には弁護士免許を取得し、1837年4月にはイリノイ州最高裁判所で弁論を行える者として登録された。1837年4月、リンカーンはスプリングフィールドに転居し、スチュアートとの共同事業を始めることになった。

## イリノイ州議会議員（1834年-1842年）
イリノイ州議会におけるリンカーンの最初の会期は1834年12月1日から1835年2月13日まで開催された。リンカーンはこの議会に出席するために郡内では最も裕福な一人であるコールマン・スムートから200ドルを借り、そのうち60ドルは彼として最初のスーツを作るために遣われた。この会期でリンカーンは2番目に若い議員であり、55人の議員のうち36人が新任議員だった。初めは傍観者に過ぎなかったが、この会期の間でもその同僚はリンカーンの法案を作成する技能と「法律用語」を駆使する能力を認め、リンカーンに自分たちの法案の起草を求めた。
1836年6月にリンカーンが再選を求めることを宣言すると、選挙権拡大という議論の多い問題に対する見解表明が必要だった。民主党は州内に少なくとも6か月間居住する白人男性全てに普遍的選挙権を与える計画を表明していた。彼らは州内の様々な運河建設プロジェクトにアイルランド系移民を惹き付け、民主党に投票してくれることを期待していた。リンカーンはホイッグ党の伝統的な政治姿勢として、資産を所有する有権者に限定するという立場を採った。
リンカーンは1836年8月1日の選挙でサンガモン郡選出議員にトップ当選を果たした。この郡選出議員のうち上院議員2人と下院議員7人は身長が平均よりも高かったので、「ロングナイン」というあだ名が付いた。リンカーンはその中で2番目に若かったが、その指導者と見られ、さらに少数派ホイッグ党のリーダーとも見られた。ロングナインの主要な政策は州都をバンダリアからスプリングフィールドに移すことであり、州のために活発な内国改良計画を進めることだった。
リンカーンの議会内および党内における影響力は高まり続け、続く1838年と1840年の選挙でも再選を続けた。1838年から1839年の会期まで少なくとも14の委員会に入り、少数派ホイッグ党の計画を推進する現場の裏方を務めた。
リンカーンは議員の任期中にイリノイ州の審査官ジェイムズ・シールズに決闘を申し込まれた。これはリンカーンが匿名でシールズを揶揄する手紙を書いたとされることの後だった。リンカーンは世論の束縛もあって決闘を受け入れた。決闘はイリノイ州で違法とされていたので、ミズーリ州で1842年9月22日に行われることになった。リンカーンは決闘を挑まれた側として、武器に「騎兵の最も大きな幅広刀」を選択し、身長の高いリンカーンの身体的有利さを生かせるような決闘地を選んだ。これに意気を殺がれたシールズが折れて出て2人は和解した。

### 内国改良
イリノイ州知事は1835年から1836年の冬に特別会期を招集した。これはイリノイ州とシカゴ川を繋ぐイリノイ・ミシガン運河を建設し、ミシガン湖とミシシッピ川を結ぶ計画の資金を手当てするためだった。この建設には州が50万ドルを借りて手当てする必要があった。リンカーンはこの法案に賛成票を投じ、法案は28票対27票で成立した。
リンカーンは常に、ヘンリー・クレイの提唱する道路、運河そして後には鉄道のネットワークを発展させることでアメリカの繁栄が支えられるというアメリカンシステムを支持していた。しかしこのための資金は連邦政府の所有する公有地を売却する代金から利子を差し引いた利益で賄うことに賛成していた。そうでなければ、民間資金だけで費用を賄うべきと考えた。リンカーンはイリノイ州が経済発展で他州に後れを取ることを怖れ、州が民間開発者を支援するために必要な資金を手当てすべきという姿勢に変えた。

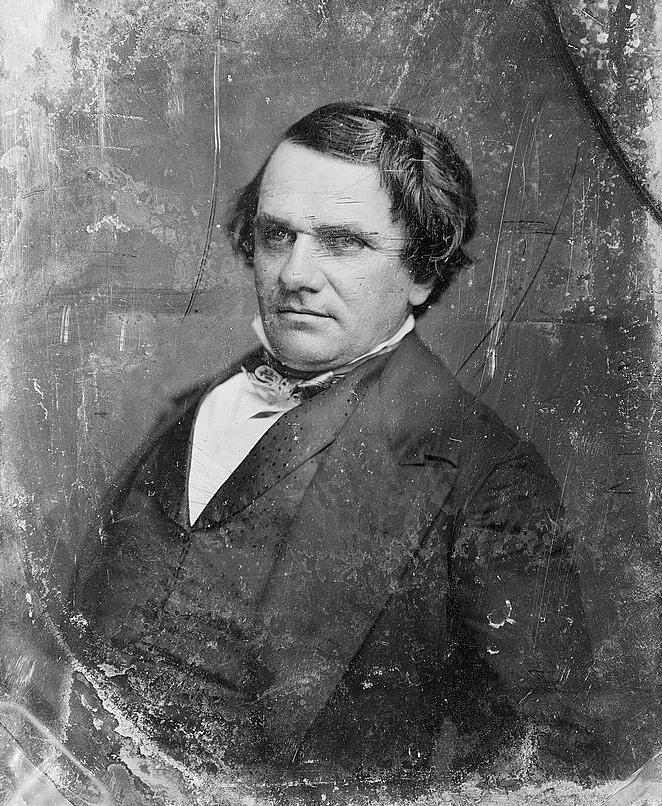
スティーブン・ダグラス、ダグラスとリンカーンはその政歴の中の多くの期間をライバルとして過ごした

次の会期で新しく議員に選出されたスティーブン・ダグラスがさらに先に進んで、1,000万ドルの州債を提案し、リンカーンはこれを支持した。しかし、1837年恐慌が起こり、イリノイ州における重要な内国改良計画の可能性を事実上消した。イリノイ州は「未完成の道路と半分しか掘られていない運河が散開した」状態となり、州債の価格は下落し、支払利息だけで州歳入の8倍にもなった。この負債を州が支払うために40年間を要した。
リンカーンはこの計画を救うための幾つかのアイディアを持っていた。まず州が連邦政府から格安で公有地を購入し、それを利益を出して開拓者に販売することだった。連邦政府はこれを拒絶した。次により価値の高い土地の所有者に多くの税率を掛ける累進資産税を提案したが、1839年を通じて不況が続いたために、議会の過半数は内国改良のためにそれ以上州債をあてることを好まなかった。

### 州都をスプリングフィールドに
1830年代のイリノイ州は次第に多くの移民を受け入れており、その多くはニューヨーク州やニューイングランドからの者だった。これら移住者は州内の北部や中部に入る傾向にあった。活気の無い南部にあるバンダリアは次第に州都として適していないと見られるようになっていった。サンガモン郡のスプリングフィールドは「イリノイ州の戦略的な中央に位置し」、既に「人口でも洗練さ」でも成長していた。
スプリングフィールドへの州都移転に反対した者達はサンガモン郡を2つの小さな郡に分割することでその影響力を弱らせようとした。しかし、リンカーンはまず修正することで、続いて自身の主宰する委員会でこの提案を潰す推進者になった。長く続いた議論を通じて「リンカーンの政治手腕は繰り返し試された。」最終的に州都に選ばれる都市は新しい州都庁建設のために5万ドルと2エーカー (8,000 m²) の土地を供出するという提案を議会に認めさせ、スプリングフィールドのみがこの財政的要求に対応できる都市となった。最終動議は2度保留となったが、リンカーンは次の会期で再検討を認めることを含め受容できる修正を受け入れることでさらに支持を集め、法案を生き残らせた。他の候補地が却下され、スプリングフィールドは1837年2月28日に46票対38票で選出され、1838年から1839年の会期ではリンカーンの指導下で再検討の案が却下された。後にリンカーンの親友となったオービル・ブラウニングが上院の議会を誘導し、移転問題は1839年に決着を見た。

### イリノイ州立銀行
リンカーンはクレイと同様に国内の銀行体系を連邦政府が制御することに賛成だったが、1835年までにアンドリュー・ジャクソン大統領がアメリカ合衆国国定銀行を実質的に潰していた。1835年、リンカーンはイリノイ州立銀行を認可する件で党派の枠を越えて民主党の銀行賛成派と協調した。内国改良の議論と同様、リンカーンは最初の選択に対する最良の代案を探した。歴史家でリンカーンの伝記作者であるリチャード・カーウォーディンに拠れば、リンカーンは次のように考えていた。
この銀行に反対する者は1836年から1837年の議会で銀行を閉鎖するため調査を始めた。1837年1月11日、リンカーンは銀行を支持し反対者を攻撃する初めての議会演説を行った。この演説でリンカーンは「無法で暴徒指導者的な精神が（中略）既にこの土地に溢れており、急速におそろしく激越なまでに広がって、これまで人々と資産を安全たらしめたあらゆる制度あるいは道徳的原則までもひっくり返そうとしている。」と非難した。
反対者達を完全に政治的階級にあると非難し、「少なくとも正直な者から長足の距離をおく」政治屋だと呼んだ。リンカーンは次のように述べた。
ジャクソン大統領時代の西部人は一般にあらゆる銀行に懐疑的であり、イリノイ銀行が正貨支払を停止した1837年恐慌の後はこの傾向に追い打ちが掛けられた。リンカーンはそれでも銀行を擁護したが世評は銀行と信用保証の仕組みの失敗をあまりに強く結びつけ、通貨の切り下げや借入の差し押さえに発展するとして多くの政治的支持を生み出せなかった。
1839年、民主党は銀行に関する別の調査を行い、リンカーンはホイッグ党の代表として調査委員会に出席した。そこではリンカーンが主導し、正貨支払の停止は「制度そのものの有機的欠陥」よりも、制御できない経済状態に関わっているという結論を引き出した。議会による正貨支払の停止期限が迫り、民主党は1840年12月末の期限を延長する提議の回避を狙い休会を求める。リンカーンとその同僚達は定足数を割り込めば議決を不成立にできると2階の窓から飛び降りて議場を離れる行動に出た。しかしながら議長は彼らをも出席と見なし、「銀行は殺された」。
リンカーンは翌1841年には銀行支持の程度を落としながら、それでも支持する演説は州内で続けていた。リンカーンは「州の制度に対してうち続く戦いがあるのなら、（中略）早く終わらせるとそれだけ良いものになるだろう」と結論づけた。

### 奴隷制度廃止論
1830年代、奴隷を保有する州は北部州での反奴隷制論が大きくなっていることに気づき始めていた。その怒りは奴隷制度廃止論者に向けられ、奴隷達に「扇動的な小冊子」を配布し奴隷に謀反を起こさせていると非難した。南部の議会が奴隷制度廃止論者の社会の抑圧を要求し決議案を通したとき、北部の同調者からは好意的な反応を受けることが多かった。1837年1月、イリノイ州議会は「奴隷制度廃止論者の社会の形成を全く承認できず」、「奴隷という財産権は連邦政府によって奴隷所有州で神聖犯すべからざるものであり、奴隷所有者の同意無くしてその権利を奪うことはできず」、また「連邦政府はコロンビア特別区市民の意志に反して同区の奴隷制を廃止できない」という決議案を成立させた。上院の票決は18票対ゼロ票、下院は77票対6票であり、リンカーンと同じくサンガモン郡代表のダン・ストーンも反対票を投じた。このとき州都の移転も並行して課題に上がっていたため、二人とも移転が認められるまで、その投票についてコメントを控えている。
同年3月3日、リンカーンは他の優先事項が無かったときに、議会に対して公式抗議書を提出した。これには「奴隷制は不正で悪い政策に基づいている」と述べた。リンカーンは「奴隷制廃止論の普及は奴隷制の悪を減らすよりもむしろ増加させる傾向にある」と言って、実務面で奴隷制度廃止論者を批判していた。リンカーンは従前の決議案から様々な方法で首都における奴隷制問題にも働きかけ、「アメリカ合衆国議会は憲法の下でコロンビア特別区の奴隷制を廃止する権限があるが、その権限は当該地区住民の要請なしに行使すべきではない。」と書き記した。リンカーン伝記作者のベンジャミン・P・トーマスはリンカーンの行動の意義について次のように解釈した。

## プレーリーの弁護士

### スチュアートおよびローガンとの共同事業
リンカーンはスチュアートと共同で法律事務所を始めたときから、スチュアートが主に政治やアメリカ合衆国下院議員選挙に関わっていたので、事務所の顧客の大半を扱っていた。この事業には常に扱える以上の顧客があった。料金のほとんどは5ドルであり、通常2.5ドルから10ドルの間だった。リンカーンは他の多くの弁護士に比べて、彼らがリンカーン同様独学であろうと経験の多い弁護士に付いて勉強した者であろうと、能力や効率で互角だということを理解した。1839年11月にスチュアートが下院議員に選ばれ、連邦議会に行くようになると、リンカーンは一人で事業を切り盛りした。リンカーンはスチュアートと同様、法律での経歴は政治的な大望への触媒と考えていた。
1840年までにリンカーンは法律実務と議員としての給与で年間1,000ドルを稼ぐようになっていた。しかしスチュアートが連邦議会で再選を果たすと、もはや全ての仕事を引き受けていくことに満足せず、1841年4月にスティーブン・T・ローガンと新しい共同事業を始めた。ローガンはリンカーンより9歳年上で、サンガモン郡では指導的な弁護士であり、イリノイ州に移ってくるまではケンタッキー州の州検察官だった。ローガンはリンカーンを事業のために必要としていた相棒と見なし、自分が陪審員裁判に弱いのに対しリンカーンの効率の良さを認めていた。共同事務所の顧客は多かったが、リンカーンはスチュアートと分け合っていた利益を二分するのではなく、3分の1だけを受け取った。
リンカーンのローガンとの関わりかたはその経験を学ぶことだった。リンカーンはローガンから法律に関する洗練された点や訴訟の適切で詳細な調査および訴訟準備の重要性を吸収した。ローガンが書いた答弁は正確でポイントを突いており、リンカーンはそれをモデルとして使った。しかし、リンカーンがさらに上達したのは独学の方が多かった。歴史家のデイビッド・ドナルドは、ローガンがリンカーンに「法律には常識や単純な公平さよりも多くのものがある」と教え、リンカーンの学習は「手続きと判例」に向くようになった。この期間リンカーンは法律書を勉強したのではなく、「毎晩最高裁判所図書館で過ごして担当している訴訟に当てはまる判例を研究」した。リンカーンは、「私は問題を根っこから掘り出し、心の火のまえに持ち上げ乾燥させることを愛する」と語った。リンカーンが書いた弁論趣意書で、特にイリノイ州最高裁判所訴訟で重要なものは、イギリスのコモン・ローにまで遡って注目された判例を用い、詳細に準備されることが多かった。最高裁判所に出廷する機会が多くなり、その政歴に役立つようになると、その技能が上がっていることが明白になった。1861年にリンカーンがワシントンに行くときまでに、最高裁判所の法廷に300回以上立った。リンカーンの伝記作者スティーブン・B・オーツは、「リンカーンが細部まで行き届いた準備と説得力ある議論に熟達し法律家の中の法律家という評判を取ったのはここでだった」と記した。

### リンカーンとハーンドン
1844年にローガンが息子との共同事業を始めると決断したときにリンカーンとローガンの共同事業は解消された。リンカーンはおそらくより確立された弁護士を選んでいたはずだったので、若い共同事業者でいることに飽き、ローガンとリンカーンの事務所で法律を勉強していたウィリアム・ハーンドンを相手に選んだ。ハーンドンはリンカーンと同様活動的なホイッグ党員だったが、当時のイリノイ州ホイッグ等は2つの会派に分裂していた。リンカーンは、妻のメアリー・トッドとの結びつきを通じて既に年長の方である「シルク・ストッキング」派に所属しており、ハーンドンは年少でより大衆主義的な会派の指導者の一人だった。リンカーンとハーンドンの活発な共同事業はリンカーンの選挙期間を通じて継続し、リンカーンの死まで共同経営者だった。
リンカーンはハーンドンとの共同事業を始める前には、隣接する地域社会の法廷に立つことはあまりなかった。1854年まで法廷の最も活動的な常連の一人になるに連れてこれが変化し、アメリカ合衆国下院議員になって2年間中断されただけだった。第8巡回裁判所は11,000平方マイル (28,000 km2) の範囲をカバーしていた。毎年春と秋に、1回あたり9ないし10週間、リンカーンはこの地域を回った。10週間の巡回で150ドルほどの所得になった。巡回中の弁護士や判事は安いホテルで生活し、2人の弁護士が1つのベッドを分け合い、6人から8人の者が同じ部屋になった。

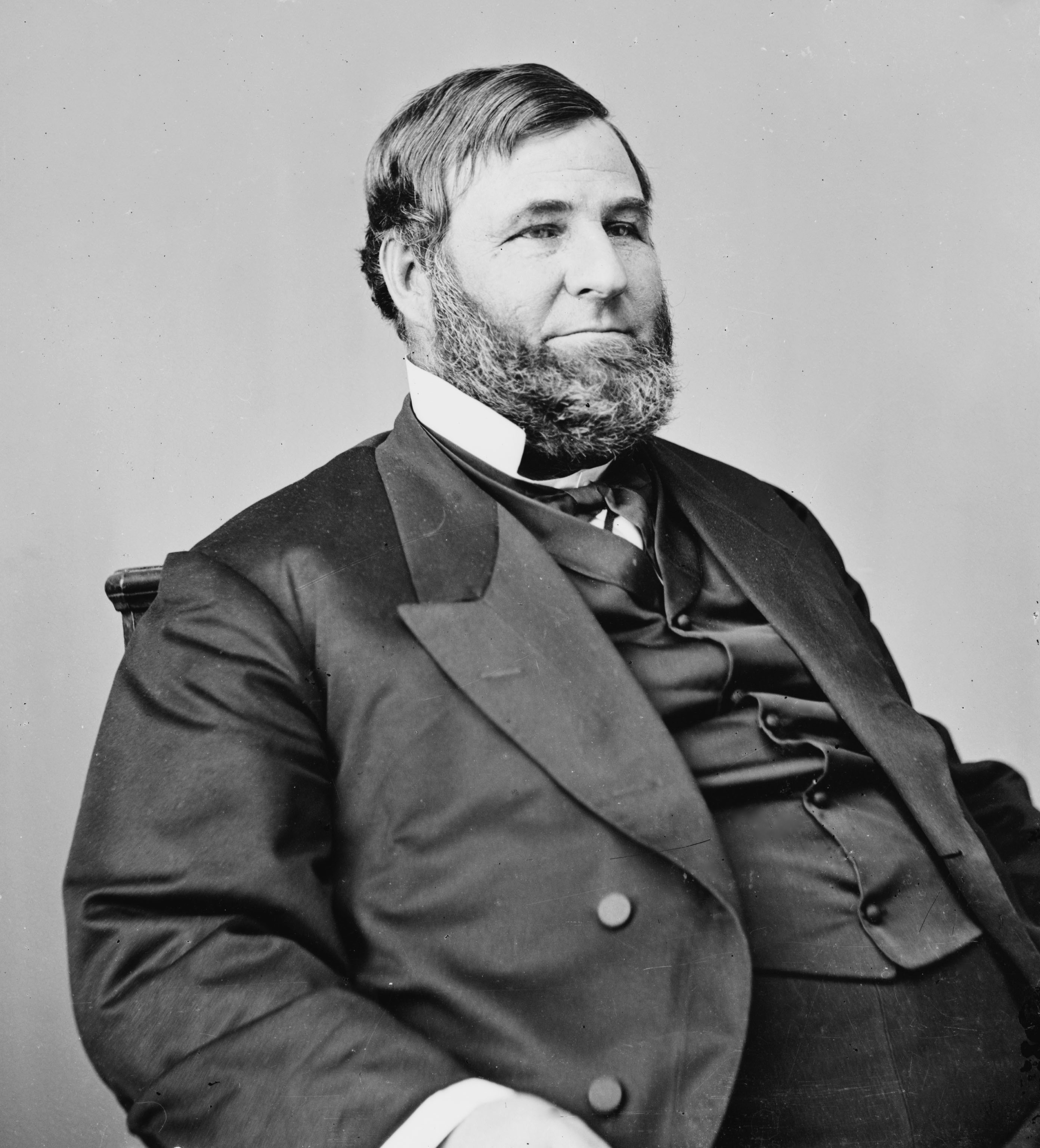
デイビッド・デイビス、リンカーンが参加した1848年の巡回で判事を務めており、リンカーンが大統領になった後の1862年にアメリカ合衆国最高裁判所判事に指名した

この巡回裁判で、リンカーンの誠実さと公平さという評判が、顧客や援助を求める地方弁護士の双方からの高い需要に繋がっていった。リンカーンが終生続くニックネームであるオネスト・エイブ (正直者エイブ)を貰ったのもこの巡回裁判のときだった。彼の受けた顧客、同時期に巡回裁判を回った者達、および彼が行った町の弁護士達は、リンカーンの最も忠実な支持者になった。この支持者の1人がデイビッド・デイビスであり、同じくホイッグ党員で、リンカーン同様国家主義経済計画を推進し、実際の廃止論者にはならなかったが奴隷制に反対した。デイビスは判事として1848年の巡回裁判に参加し、折に触れてリンカーンに代理を務めるよう指名することがあった。この二人は11年間巡回裁判に同行し、リンカーンはデイビスを1862年にアメリカ合衆国最高裁判所判事に指名した。その他親密な仲間としてイリノイ州ダンビルの弁護士だったウォード・ヒル・ラモンがいた。ラモンはリンカーンが実際に正規の労働協約を結んだ唯一の地方弁護士であり、1861年にはリンカーンと共にワシントンに行った。

### 訴訟の量と収入
巡回裁判に参加した他の多くの弁護士とは異なり、リンカーンには不動産投機や事業が生む利益、あるいは農園から補助収入を生む手段がなく、概してその稼ぎは法律実務のみで得ていた。1840年代に年収1,500ドルから2,500ドルとなり、1850年代初期には3,000ドル、1850年代半ばには5,000ドルにまで増やした。
リンカーンとハーンドンの事務所が引き受ける訴訟では、刑事事件の比率が当初は低く、1850年にはサンガモン郡巡回裁判所の訴訟の18％に関わり、その比率は1853年に33％にまで増えた。1期務めたアメリカ合衆国下院議員から戻ってきたとき、リンカーンはシカゴの法律事務所の共同経営の申し入れを断った。厳密に取り扱う訴訟の量で見ると、リンカーンは「疑いも無くイリノイ州中部で傑出した弁護士の一人」だった。連邦裁判でも声が掛かり、シカゴの連邦裁判所北部地区裁判所で重要な訴訟の依頼が来るようになった。
リンカーンはその法律家としての経歴の中で奴隷制に関わる訴訟を少なくとも2件、扱った。1841年、イリノイ州最高裁判所の「ベイリー対クロムウェル事件」では、奴隷であると主張された女性について、イリノイ州では「法律上の推定は（中略）あらゆる人が肌の色に関係なく自由である」と主張、その女性が売られることを防いだ。1847年、ロバート・マットソンという者が奴隷をイリノイ州に連れてきて逃亡され、取り戻そうとした。「通行の権利」はイリノイ州でも尊重されるべきと主張して弁護したが、結果は敗訴だった。ドナルドは、「マットソンの訴訟もクロムウェルの訴訟もリンカーンの奴隷制に関する見解を示したと見るべきではない。彼の職業は法律であり、道徳ではない」と述べている。通行の権利とは、奴隷所有者が自由州に行ったとして、その自由州でその意図を恒久的に設定しない限りその所有権を維持できるとして、複数の自由州で認められていた法理論である。
1850年代のイリノイ州では鉄道が重要な経済推進力になった。鉄路の延伸につれて、「設立認可と営業認可、通行権、評価と課税、一般運送業者の義務と乗客の権利、企業の合併や合同、管財人管理」など数多い法律問題が生じた。リンカーンや他の弁護士は間もなく鉄道の訴訟が大きな収入源になると気づいた。奴隷に関する訴訟と同様、リンカーンは時として鉄道会社の弁護を行い、また時にはその訴訟相手の側に立ち、その顧客を選ぶとき、法的あるいは政治的な課題に影響されなかった。共同事業者のハーンドンはリンカーンを評して「純粋にまた完全に訴訟弁護士だ」と語った。

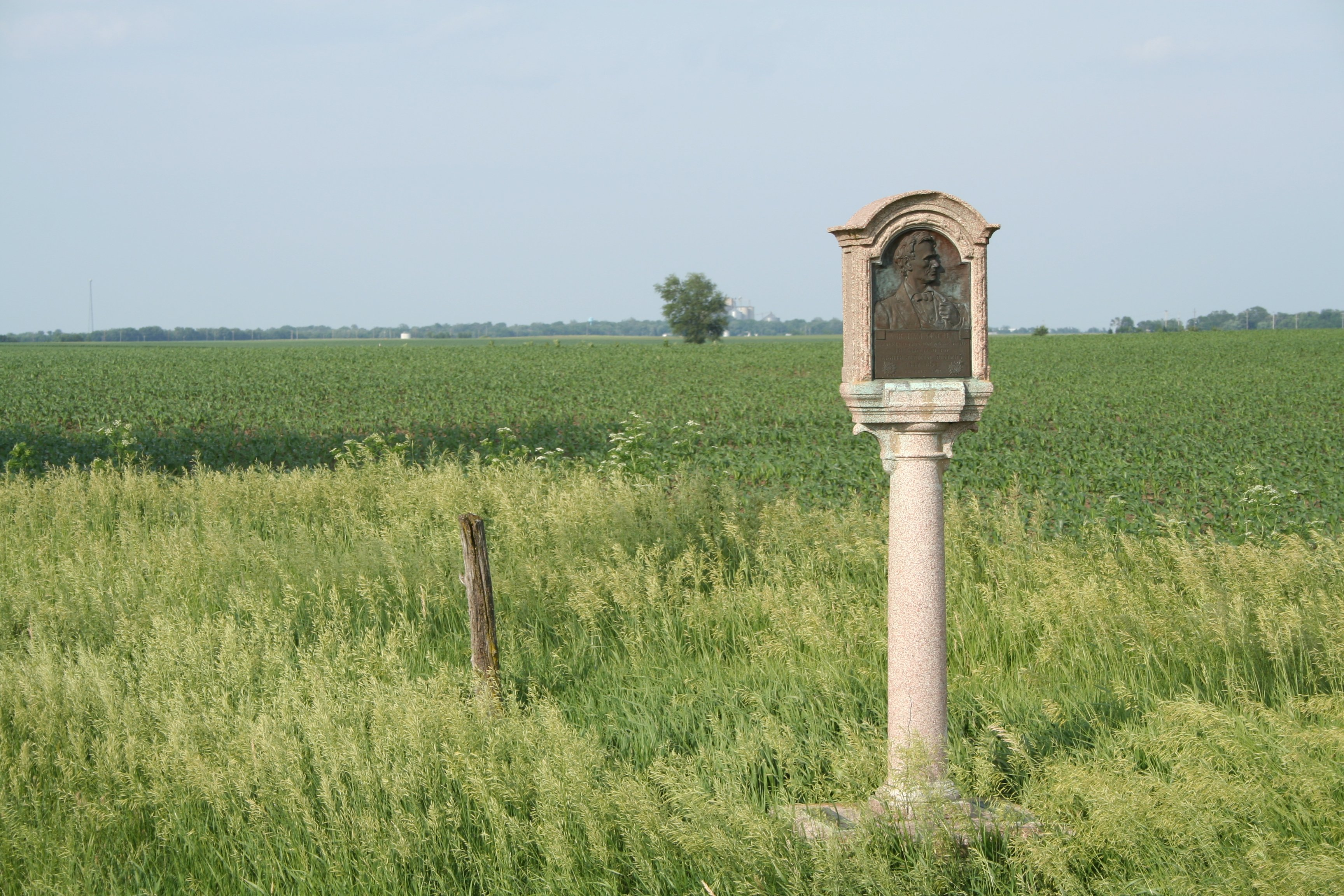
歴史標識。1920年代、第8巡回裁判で旅したリンカーンの足取りを示し、郡の境界沿いに立つ。この地点はイリノイ州ピアット郡とデウィット郡の境界。

1851年にアルトン・アンド・サンガモン鉄道に代わって、その株主ジェームズ・A・バレットを訴えた。バレットは同鉄道が計画した路線を変更したという理由で、株を購入するときに誓約した企業に対する差引勘定の支払いを拒絶した。リンカーンは、法律問題として公益の為であれば企業は契約書に拘束されないと主張した。新しく提案された同鉄道の路線は以前の路線に比べ利便性に勝り、変更の経費もそれほどかからなかった。従って同鉄道には逆に支払いの遅延でバレットを訴える権利があると主張した。リンカーンは勝訴し、イリノイ州最高裁判所によるこの判例はアメリカ国内の他の法廷で引用されることとなった。
リンカーンが扱った最も重要な民事事件は、「ハード対ロックアイランド橋梁会社事件」、通称「エッフィー・アフトン」訴訟と言われる記念碑的な事案である。リンカーンが強く支持してきたアメリカの西方拡張は、特にミシシッピ川を使った交易業者にとっては経済的脅威と受け止められた。1856年、1隻の蒸気船がミシシッピ川に架かる鉄道橋第1号の橋脚に衝突した。ロックアイランド鉄道がイリノイ州ロックアイランドとアイオワ州ダベンポートの間に渡した橋であった。この蒸気船主は橋が航行の邪魔になると主張して、損害補償を訴え出た。リンカーンは法廷で鉄道会社の弁護を行って勝訴し、水路に架ける橋の陸路の権利を確保することで、西方拡張の障害となる訴訟経費の問題を取り去った。
刑事事件のうちリンカーンが扱った最も著名な事案はウィリアム・「ダフ」・アームストロングの弁護で、被告は1858年にジェイムズ・プレストン・メッツカー殺人の容疑で起訴され、。当人はリンカーンの友人ジャック・アームストロングの息子だった。この事件では目撃証言の信用性に異議申し立てするために、当時としてはまだ珍しかった司法判断によって成立した事案を援用した。そして証人が嘘の証言をしたと示し、有名になった。目撃者が深夜に犯罪を目撃したという証言に反論した後、農民暦を取り出して月が低い角度にあったと示し、視認性が非常に落ちていたはずだと語った。ほとんど全てがこの証拠に基づき、アームストロングは無罪となった。
リンカーンはその23年間にわたる法律実務の経歴で、イリノイ州だけでも5,100件の訴訟に関与した。これらの多くは令状請求の手続きのみだったが、他の訴訟には時間を掛け真摯に取り組んだ。リンカーンとその共同事業者はイリノイ州最高裁判所に400回以上も出廷した。

## 発明家としてのリンカーン
リンカーンはアメリカ合衆国大統領の中で唯一発明に対する特許権を取得した者である。その若いときにニューセイラムからミシシッピ川を下ってニューオーリンズまで船荷を運んだことがあった。その途中で船がダムに滑り込み、大変な労力を使って抜け出すことができた。さらに後年、五大湖に旅する途中で、乗っていた船が砂州に乗り上げたことがあった。これらを受けて発明したものは船腹の水面下に取り付けられる一対のベローズだった。水深の浅い場所に来たとき、ベローズを空気で膨らませることで船が浮上し、問題の地点を通過できるように考案したものだった。この発明が商品化されることは無かった。それはおそらくベローズの重量で却って砂州に嵌り込む可能性を増やしたからだった。リンカーンは自らその特許の試作品を削って試した。国立スミソニアン博物館のアメリカ史博物館にその模型が展示されている。特許第6469号 "A Device for Buoying Vessels Over Shoals" は1849年5月22日に登録された。
1858年、リンカーンは「世界史の中でも」最も重要な発展3つの1つである特許法を成立させた。「特許制度は天才の火に興味を付加するものを付け加えた」というリンカーンの言葉がアメリカ合衆国商務省北玄関の上に彫り込まれている。

## 恋愛、結婚および家族
リンカーンはニューセイラムに移転してから間もなくアン・ラトリッジと出会った。歴史家達はこの二人の関係に重要さも恋愛性についても同意していないが、多くの者に拠るとアンはリンカーンの最初の恋愛相手であり、おそらく最も情熱的な愛の対象だったとされている。初めはおそらく近い友達同士だったが、間もなくアンがジャクソンビルの女子学校での学業を終えたならば直ぐに結婚するという了解に達していた。二人の計画はおそらく腸チフスがニューセイラムを襲った1835年に夏に中断された。アンは1835年8月25日に死亡し、リンカーンは何か月も続くことになるひどい抑鬱状態に陥った。リンカーンが法律を職業とする方向に向くようになったのはアン・ラトリッジと結婚する意図が付加的な要素になったことが示唆されてきた。
1833年あるいは1834年、リンカーンは友人のエリザベス・アベルの姉妹であるメアリー・オーウェンズと出会った。メアリーはケンタッキーの家からニューセイラムに来ているところだった。1836年、リンカーンはエリザベス・アベルとの会話の中で、メアリーがニューセイラムに戻ってくることがあれば、メアリーと交際することに合意した。メアリーは実際に1836年11月に戻ってきて、リンカーンはしばらくの間彼女と交際した。しかし、彼らは二人ともその関係を考え直すことになった。1837年8月16日、リンカーンはスプリングフィールドからメアリーに手紙を書き、二人の関係を終わらせることを示唆した。メアリーはこれに返事を書かず、二人の交際は終わった。

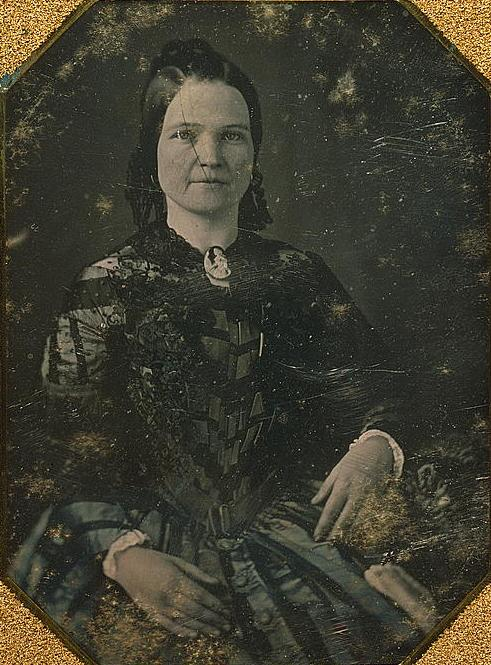
メアリー・トッド・リンカーン、1846年頃 -- リンカーンのある伝記作者がスプリングフィールドに移動してきたメアリーのことを「小柄で22歳の可愛く若い女性、美しい白い肌、明るい栗色の髪、大変快活な青い目」と表現している

1839年、メアリー・トッド・リンカーンがケンタッキー州レキシントンにあった家族の家からスプリングフィールドに来て、姉のエリザベス・トッドとその夫ニニアン・W・エドワーズ（ニニアン・エドワーズの息子）夫妻の家に滞在した。メアリーはスプリングフィールドの社交界で人気があり、間もなくリンカーンに惹き付けられた。1840年のいずれかの時点で、二人は婚約した。この二人は1841年1月1日を結婚式と決めていたが、双方からそれを延期した。リンカーンはメアリーとの交際をやめていた時期に、1837年以来知り合っていたサラ・リカードと短期間交際した。リンカーンは1841年に求婚したが断られた。サラは後に「彼の特異な振る舞いとその一般的な態度が社交界に入ったばかりの若い女性を惹き付けるとは見えなかった」と語っていた。
リンカーンはこのときもメアリー・トッドに関する葛藤を抱いていた。1841年8月、リンカーンは親しい友人で元のルームメイトであり、このときケンタッキー州ルイビルに移転していたジョシュア・フライ・スピードを尋ねた。リンカーンはルイビルでスピードのフィアンセに会い、スプリングフィールドに戻った後で、リンカーンとスピードはスピードの結婚に関する疑念について手紙を交わした。リンカーンがスピードの相談に乗り、結婚に進む気持ちにさせた。これに代わって、スピードがリンカーン自身の問題解決に貢献し、リンカーンはメアリー・トッドとの交際を再開した。1842年11月4日、リンカーンとメアリー・トッドはエドワーズの家で結婚した。結婚式から数日後に書いた手紙でリンカーンは、「私の結婚を除いてここには新しいことが無い。私にとって結婚は深い驚異の事項だ」と記していた。
リンカーン夫妻には4人の息子が生まれた。ロバート・トッド・リンカーンは1843年8月1日にスプリングフィールドで生まれた。夫妻の子供として唯一成人したものであり、フィリップス・エクセター・アカデミーとハーバード大学で学んだ。ロバートは1926年7月26日にバーモント州マンチェスターで死んだ。他の3人の息子達はスプリングフィールドで生まれ、子供時代あるいは10代の間に死んだ。
- エドワード・"エディ"・ベイカー・リンカーン - 1846年3月10日 - 1850年2月1日（満3歳）
- ウィリアム・"ウィリー"・ウォレス・リンカーン - 1850年12月21日 - 1862年2月20日（満11歳）
- トーマス・"タッド"・リンカーン - 1853年4月4日 - 1871年7月16日（満18歳）

妻の兄弟のうち4人は南北戦争で南軍のために戦い、1人は負傷し、1人は戦死した。メアリーの異母兄弟であるデイビッド・H・トッド中尉は、戦中にリビー刑務所の指揮官を務めた。

## 州政と国政

### アメリカ合衆国下院議員を目指した運動（1843年）
1842年から1843年の冬、リンカーンはメアリーの強い勧めに従って、新しく設立されたイリノイ州第7選挙区からアメリカ合衆国下院議員選挙に出馬する決心をした。主要な対抗馬は友人でもあるエドワード・D・ベイカーとジョン・J・ハーディンだった。2月14日、地元のホイッグ党指導者に「もし貴方がリンカーンは連邦議会に行きたくないと誰かが言うのを聞くことがあれば、貴方を個人的な友人として、彼が間違っていると考える理由があると告げていただけることを願います。実を言うと私は大変行きたいとおもっている。」と告げた 。
2月末にホイッグ党はスプリングフィールドで集会を持ち、リンカーンは「連邦の直接税に反対し、保護関税、国定銀行、連邦の土地を売った利益を州に配分すること、および候補者を党員集会で選ぶことに賛成する」とい党の綱領を書いた。ベイカーとリンカーンは3月中に活発な選挙運動を行ったが、リンカーンはベイカーの方がとても勝てそうにないリードを奪っていると考え、サンガモン郡党員集会が開かれた3月20日に撤退した。リンカーンは5月1日にペキンで開催された地区党員集会の代議員に選ばれた。リンカーンはベイカーのために懸命に働いたが、ハーディンが1票差でホイッグ党の候補者に選ばれた。リンカーンは2年後にベイカーを指名するという決議案を提出した。この決議案が通り、党指導者の間では1期のみで交替していくという前例ができ、リンカーンがベイカーの次を狙うということを暗示していた。

### ヘンリー・クレイの応援（1844年）
1844年、リンカーンはホイッグ党の大統領候補であり、個人的に英雄視していたヘンリー・クレイを熱心に応援した。その応援の途次でリンカーンとその他イリノイ州ホイッグ党員は、ホイッグ党の指導力で連邦議会を通過した1842年関税法の経済的成功を宣伝して、関税問題を強調した。この運動の最中に、リンカーンは民主党の連邦下院議員候補者ジョン・カルフーンと一連の討論を行うことになった。1844年の大半をイリノイ州での運動を行い、テキサス（奴隷州になる可能性が強かった）の併合に反対し、国定と州立の銀行を推奨し、10年後に大きな政治問題となった移民排斥主義の波に反対した。この最後の問題では、「我々の憲法に見られる信仰の権利を保障することは、最も神聖で犯すべからざるものであり、プロテスタントよりもカトリックに多く属するものである。これらの権利を殺いだり
干渉するような全ての試みは、カトリックであれプロテスタントであれ、直接であれ間接であれ、断固として反対するものであり、我々の最も効果的な反対を受けることになるでしょう」と宣言した。
クレイの対抗馬ジェームズ・ポークはイリノイ州を制し、大統領に当選した。イリノイ州や他州では、ポークがテキサス州とオレゴン州を獲得することを支持したことが勝利を収めた要因に見えた。リンカーンなどのホイッグ党員はニューヨーク州での票を分裂させたことで自由土地派の自由党を非難した。ニューヨーク州での選挙結果はポークが制し、選挙人投票で過半数を得させることになった。奴隷所有者であるクレイへの投票を「悪いことをする」ことと同等と見ていた反奴隷制ホイッグ党員に答える形で、リンカーンは「もしクレイ氏を選ぶことの結果が奴隷制の拡大を阻止することであるならば、彼を選ぶという行動は悪いことであろうか？」と反論した。

### アメリカ合衆国下院議員を目指した運動（1846年）
ハーディンは1844年の再選を求めなかった。ホイッグ党の候補者は前に同意されていたようにベイカーとなり、選挙に勝って議席も獲得した。ベイカーは1846年の再選を求めないことに同意したが、ハーディンが返り咲きを狙っていた。第7選挙区の大半はリンカーンが巡回裁判で回った地域であり、1845年9月に運動を始めたときから、巡回裁判区域を回りながらホイッグ党指導者や編集者の指示を求めた。リンカーンは1843年のペキンで決めたことをハーディンが守るべきと強調した。1843年合意に関する議論は公開されて辛辣なものとなったが、結局ハーディンが退いた。リンカーンはホイッグ党の指名を獲得した。民主党の候補者はやはり巡回裁判を回っていたメソジストの説教師ピーター・カートライトだった。
リンカーンは既に知名度が高いと考えられる地区で運動を行った。リンカーンは選挙費用として200ドルを与えられていたが、選挙後にその大半を返却した。実際に遣った費用を告げて、「私は自分の馬で遊説した。私が泊まったのは友人の家であり、費用は掛からなかった。唯一遣ったのはサイダー1樽75セントであり、ある農場労働者が楽しむべきだと主張したからだった。」と説明した。この選挙について新聞記事もほとんど残っていないが、大きな政治問題はテキサス州の併合であり、これについては奴隷制の拡張だと反対した。また米墨戦争についてはコメントを残さず、オレゴン州国境に関するイギリスとの抗争については関与を避けた。
カートライトはリンカーンと合流して登場することを避け、リンカーンが不信心者であり宗教に疑念を抱いていると告発する「囁き作戦」を始めた。リンカーンはまずイリノイ州憲法が役人に宗教的な資格を求めていないということを指摘することで反応した。7月31日に出版したビラでは、キリスト教会に属していないことを認めたが、「キリスト教を公然と嘲笑する人」であることを否定し、「聖書にある真実を否定」したこともないと述べた。カートライトの運動はリンカーンを個人的に知らない郡部でのみ有効だった。リンカーンは56％の得票率で当選し、そのまでの選挙におけるハーディンの53％、ベイカーの52％も上回った。選挙が行われた時期のために第30連邦議会が招集されたのは1847年の12月になってからだった。

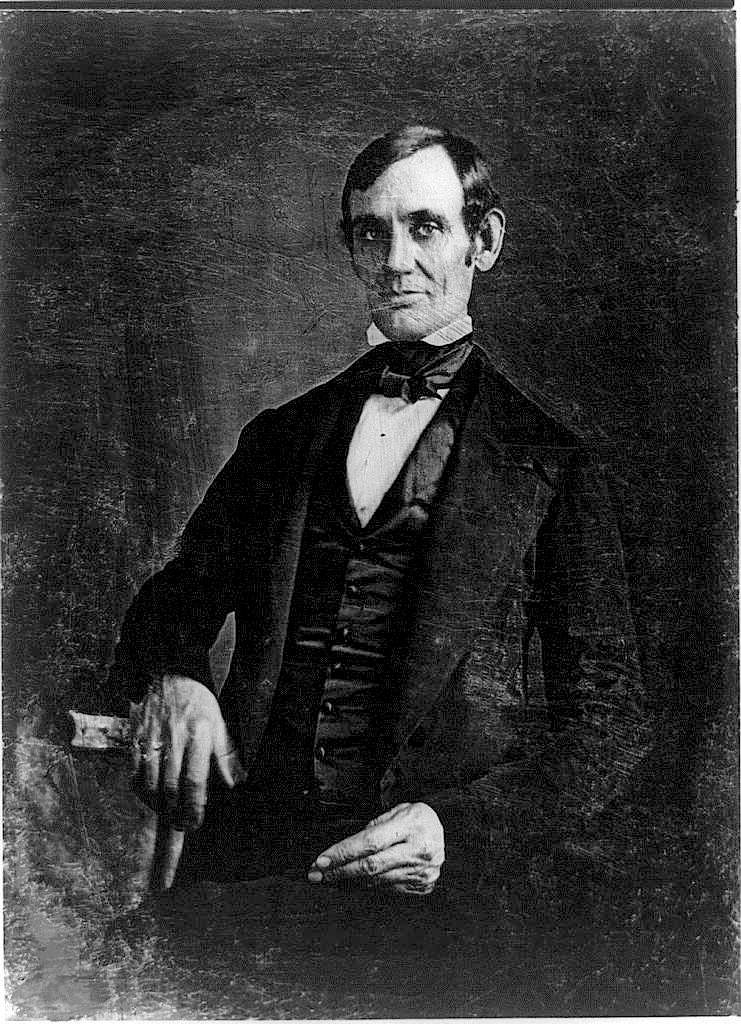
1846年または1847年のリンカーン

### アメリカ合衆国下院議員（1847年-1849年）
リンカーンはホイッグ党員で党指導者のヘンリー・クレイを賞賛する者であり、1846年の選挙でアメリカ合衆国下院の1期に選出された。下院議員として新参者であり、特に権力があったり、影響力のある人物ではなかった。リンカーンは米墨戦争に反対を唱え、その原因がジェームズ・ポーク大統領の「軍事的栄光 - 血の雨の後に出来る魅力的な虹」への野望にあるとして反戦の演説を行った。またテキサスの境界に関する大統領の主張に異議を唱え、アメリカ合衆国のどの「地点」で最初の血が流されたかを教えるよう要求する「スポット決議」を提案した。1848年1月、「アメリカ合衆国大統領によって始められた不必要で違憲な戦争」という言葉を加えるよう委員会に型どおりの決議案を差し戻す修正案の手続き投票で、ホイッグ党は82票対81票で民主党を破った。この修正は成立したが、決議案が委員会から再提出されることはなく、投票に付されることもなかった。
リンカーンは後に「天の神は弱者と無辜の者を守ることを忘れ、強き殺し屋部隊と地獄からの悪魔に男、女および子供達を殺すことを許し、そして公正の土地を荒らして略奪した」と宣言した演説でその政治的な評判を落とした。2週間後、ポーク大統領は連邦議会に和平協定を提出した。ワシントンの誰もリンカーンに注意を払わないなかで、民主党はこの戦争が人気があり、多くの志願兵を出したリンカーンの選挙区中に怒りの噴出を演出させた。モーガン郡では戦争に対する熱烈な支持と、「故郷におけるゲリラの反逆的襲撃者、党の扇動家、大統領の中傷家、アラモの戦いでの屠殺者の守護者、サンジャシントの戦いの英雄に対する中傷者」に対する怒りの非難という決議を採択した。
リンカーンは共同経営者のウィリアム・ハーンドンから、その打撃は募り修復できないと警告を受け、再選を求めた選挙に出馬しない決断をした。

### ザカリー・テイラーの応援（1848年）
1848年のアメリカ合衆国大統領選挙で、リンカーンは対メキシコ戦争の英雄であるザカリー・テイラーを、党の指名選挙と大統領の一般選挙の双方で支援した。リンカーンはクレイを推すことを止め、テイラーは当選可能な唯一のホイッグ党員だと主張した。リンカーンはテイラーを推す代議員として、フィラデルフィアで開催されたホイッグ党全国大会に出席した。テイラーが首尾良く大統領候補に指名されると、議論の多い問題は連邦議会に解決を任せて、テイラーの個人的な特質を強調する選挙運動を行うよう勧めた。連邦議会の会期中は下院の議場でテイラーのために演説し、8月に休会に入るとワシントンに残って選挙運動を行う議会ホイッグ党執行委員会を助けた。9月、リンカーンはボストンやその他ニューイングランドのあちこちで選挙演説を行った。1844年の大統領選挙を思い出し、支援してくれる可能性のある自由土地派有権者に、ホイッグ党は同じように奴隷制に反対しているのであり、唯一の問題は奴隷制の拡張に反対してどのようにすれば最も効果的に投票を行えるかを訴えた。彼らの候補者であるマーティン・ヴァン・ビューレン元大統領に投票すれば反奴隷制の票を分けることになり、民主党候補者のルイス・カスを当選させてしまうことになると訴えた。
テイラーが大統領に当選し、その政権では恐らく米墨戦争の間のテイラーをリンカーンが批判したことを思い出して、遠隔の地であるオレゴン準州の知事職しかリンカーンに提案できなかった。リンカーンはこれを受け入れれば、急成長しているイリノイ州での経歴が終わりになると判断して、それを辞退した。リンカーンはその代わりにスプリングフィールドに戻り、法廷弁護士として生活を立てて行くことにそのエネルギーの大半を振り向けた。そのために郡から郡へ馬の背で広範に旅を続けることになった。